# Henryk Orfinger

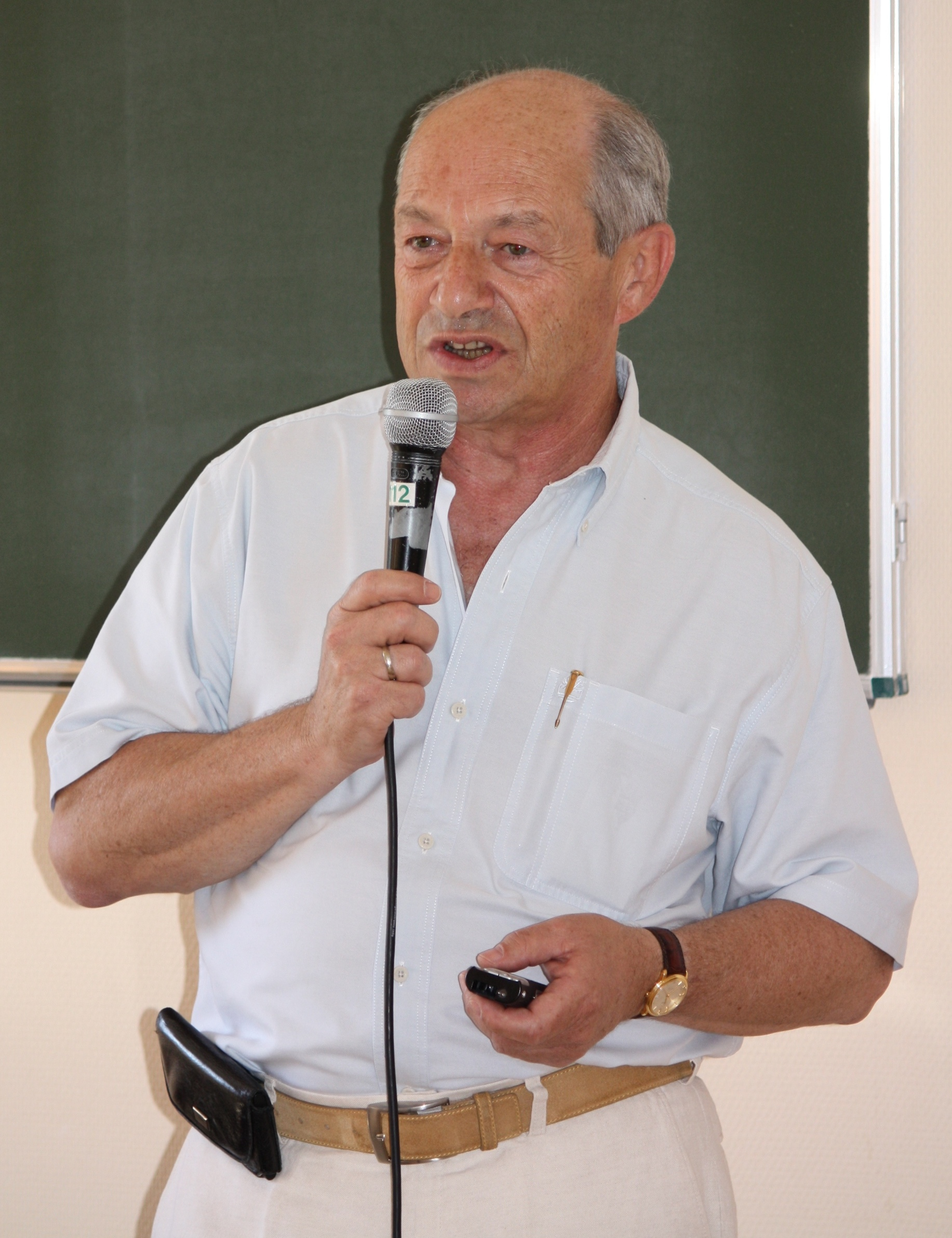
Henryk Orfinger

Henryk Orfinger (* 1951) ist ein polnischer Unternehmer.
Er ist Gründungsgesellschafter des Kosmetikunternehmens Dr Irena Eris und gehört – zusammen mit seiner Frau – gemäß einer jährlich aktualisierten Reichen-Liste in der polnischen Ausgabe der Zeitschrift Forbes im Jahr 2013 mit einem Vermögen von rund 100 Millionen Euro zu den hundert reichsten Polen.

## Leben
Orfinger studierte an der Fakultät für Transportwesen der Technischen Universität in Warschau. 1983 gründete er mit seiner Frau Irena Szołomicka-Orfinger die Kosmetikfirma Dr Irena Eris, die zunächst aus einem Kleinbetrieb mit einem Angestellten bestand, der eine Handcreme produzierte. Das notwendige Kapital zur Unternehmensgründung hatte das Ehepaar aus einer Erbschaft erhalten. Anfangs war Orfinger noch im polnischen Verkehrsministerium (Ministerstwo Komunikacji) beschäftigt. Nach einem Jahr begann er hauptberuflich für sein Kosmetikunternehmen zu arbeiten. Er ist Vorsitzender der Geschäftsleitung. Die Firmengruppe umfasst neben der Kosmetikproduktion (bestehend aus Laboratorium Kosmetyczne Dr Irena Eris, Instytut Kosmetyczny Dr Irena Eris sowie Centrum Naukowo-Badawcze Dr Irena Eris) auch zwei Wellnesshotels („Hotele SPA Dr Irene Eris“ in Krynica-Zdrój und Wysoka Wieś bei Ostróda) und eine Vertriebsgesellschaft in der Ukraine. Das Unternehmen produziert im Monat etwa 2 Millionen Kosmetika und liefert in 28 Länder aus.
Im Jahr 2000 erwarb Orfinger das historische Henryk-Palais im Warschauer Stadtteil Mokotów, das er sanieren ließ und heute als Warschauer Sitz des Unternehmens nutzt.

## Funktionen
Orfinger ist in ehrenamtlicher Funktion als Mitglied des Vorstandes beim von ihm mitbegründeten Verband der polnischen Kosmetikindustrie (Polski Związek Przemysłu Kosmetycznego) tätig. Er ist Vorsitzender des Aufsichtsrates der Arbeitgeberorganisation Polska Konfederacja Pracodawców Prywatnych Lewiatan. Ebenfalls ist er Vorsitzender der Jury zur Auszeichnung für polnische Volkswirte, der Galeria Chwały Polskiej Ekonomii.
Im Januar 2006 wurde Orfinger zum stellvertretenden Vorstandsvorsitzenden einer westmasurischen Tourismusorganisation (Zachodniomazurska Lokalna Organizacja Turystyczna ZLOT) gewählt. Im Jahr 2000 erhielt er vom Business Centre Club die Auszeichnung „Lider Polskiego Biznesu“ für den Auf- und Ausbau sowie die internationale Wettbewerbsfähigkeit seines Unternehmens. 2004 wurde ihm der Orden Polonia Restituta verliehen.